# Jan-Iwar Westlund
Jan-Iwar Westlund, född 1 november 1953 i Rätans församling i Jämtlands län, död 17 april 2015 i Sollentuna, var en svensk långdistanslöpare. Han tävlade inhemskt för klubben Stockholms Spårvägars GoIF.
Vid det första världsmästerskapet i friidrott 1983 kom han på 50:e plats i maratonloppet.